# Grijze spotlijster
De grijze spotlijster (Toxostoma cinereum) is een vogelsoort uit de familie Mimidae die voorkomt Baja California in Mexico en zijn ongeveer 25 centimeter.
De soort kent twee ondersoorten:
- T. c. mearnsi: noordwestelijk en centraal Baja California.
- T. c. cinereum: centraal en zuidelijk Baja California.